# Tunel Želivka

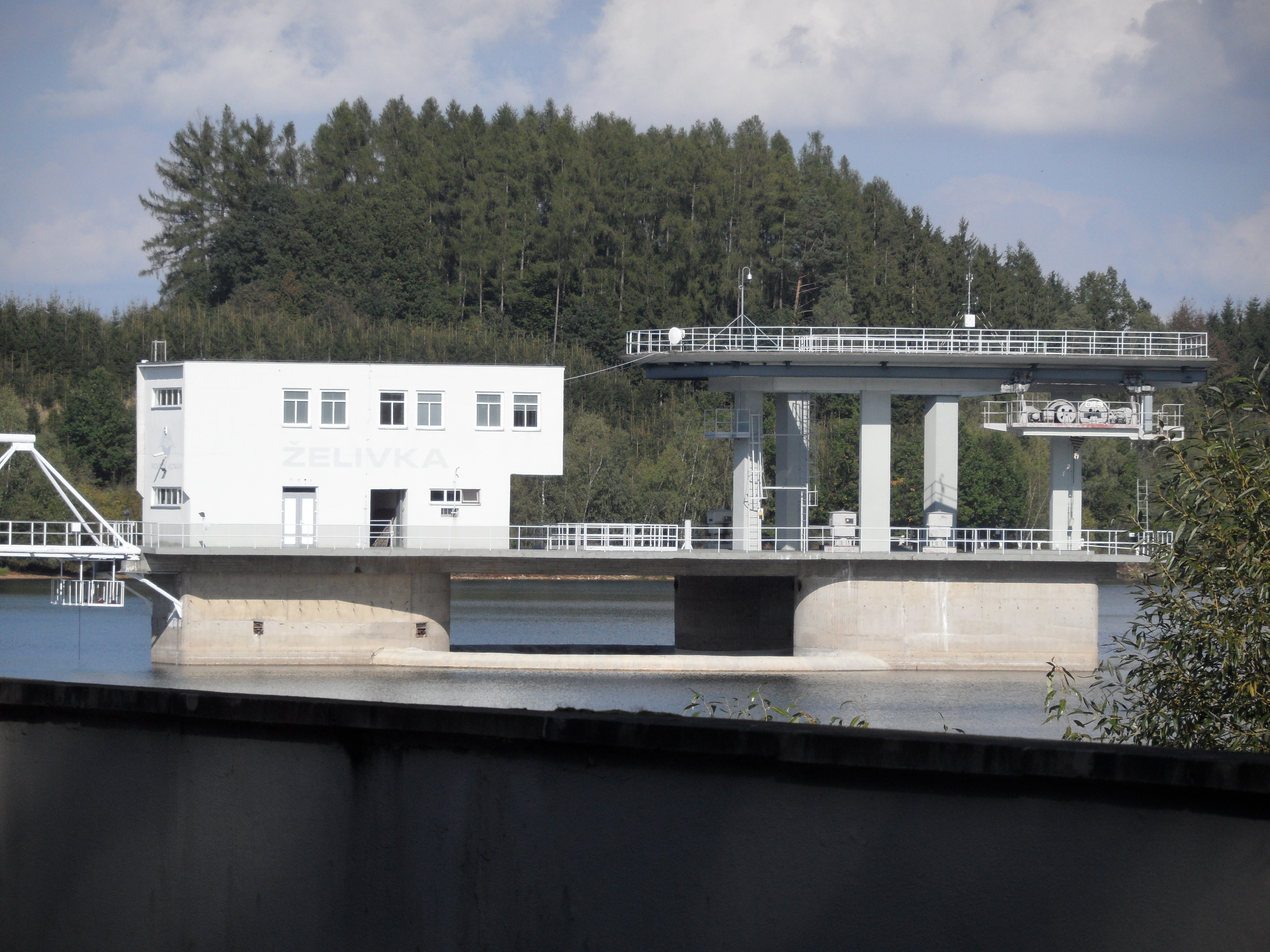
Odběrná věž, přehrada Švihov.

Tunel Želivka je šestý nejdelší vodní tunel na světě. Je dlouhý 51,97 km a byl uveden do provozu v roce 1972.

V roce 1965 byla v Nesměřicích zahájená výstavba gravitačního přivaděče pitné vody do vodojemu Jesenice I u obce Vestec, odkud je voda distribuována do pražských zásobních vodojemů. Tunel byl ražen hornickým způsobem. Přivaděč je kruhový o průměru 2640 mm s betonovou obezdívkou o tloušťce 200 až 350 mm. Maximální průtok je 6700 l/s. Úpravna vody Želivka byla uvedena do provozu 25. května 1972 a odebírá vodu z vodárenské nádrže Švihov dvěma přívodními řady o průměru 1400 mm. Do úpravny je vedena dvěma výtlačnými řady o průměru 1400 a 1600 mm. V roce 2011 vyrobila ÚV Želivka přes 87 milionů m³ pitné vody a zásobuje z 75 % hlavní město Prahu, ale také kraj Vysočina a Středočeský. Pravidelná dodávka vody do Prahy začala 1. února 1973.

## Ražba tunelu

### Zvažované varianty
Různé studie a geologické průzkumy se výstavbou přehrady na Želivce zabývaly již od počátku 40. let 20. století, ale až později byla koncepce díla změněna na primárně vodárenskou nádrž. V roce 1962 bylo zpracováno (na základě předchozích studií) 6 variant přehradních profilů v různých lokalitách a současně se zvažovaly jednotlivé možnosti dopravy vody do Prahy: potrubí, tunel s volnou hladinou, tlakový tunel. Na základě podrobného srovnání všech variant podle řady kriterií bylo rozhodnuto, že nejvýhodnější je štolový přivaděč, a to z hlediska spolehlivosti, minimalizace problémů s různými jinými stavbami a zájmy na povrchu (přivaděč prochází i hustě obydlenými oblastmi a křižuje četné silnice a také vodní toky), životnosti a především také pro udržení kvality dopravované vody (minimalizace znečištění, zachování nízké teploty). Současně z toho vyplynulo, že přivaděč se bude budovat ihned na konečnou kapacitu, zatímco pro ostatní části  (vzhledem k jejich rozsahu) se již tehdy počítalo s výstavbou na etapy (přivaděč byl dokončen již v roce 1972, rozšiřování kapacit dalších částí komplexu vodního zdroje pokračovalo až do roku 1987). Po zhodnocení všech variant bylo usnesením vlády z 18. září 1963 schváleno „využití Želivky jako zdroje pitné vody ... se základní koncepcí výstavby jediné nádrže u Švihova a s přívodem vody do Prahy podzemní štolou".

### Způsob výstavby
Výstavba přivaděče započala v roce 1965 a ražba tunelu byla rozdělena na 14 úseků, z nichž byly raženy štoly proti sobě. Ražby začínaly z údolí potoka Kalná, údolí Štěpánovského potoka, údolí řeky Blanice, úpadní štoly Křešice (v km 20,21871), údolí řeky Sázavy, úpadní štoly Brtnice (v km 39,38724), jámy Čenětice (v km 44,93905), těžní jámy Jesenice a uzávěrové komory v km 51,07475. Geodetické vyměřování bylo prováděno na povrchu. Při prorážkách na styku štol docházelo k odchylkám s maximální hodnotu směrovou 118 mm, výškovou 24 mm a délkovou 138 mm.  V roce 1964 začala ražba pokusné štoly u Štěpánovského potoka. V roce 1965 byly zahájeny vlastní tunelářské práce na přivaděči.  Štolový přivaděč podchází 31 katastrálních území, 11 obcí a osad, 34 potoků, 2 řeky, 29 silnic a 2 železniční tratě. Štoly se nacházejí v hloubce od 8 do 150 metrů.
Rozdělení ražby tunelu
| štola | směr ražení                                                                | vzdálenost úseku [m] | úsek celkem [m] | klesá/ stoupá [‰] | objekty                  | zdroj |
| ----- | -------------------------------------------------------------------------- | -------------------- | --------------- | ----------------- | ------------------------ | ----- |
| 1a    | z údolí potoka Kalná portál P8 k regulačnímu vodojemu na začátek štoly     | 600                  | 3058            | klesá 0,40        |                          | [ 6 ] |
| 1     | z údolí Štěpánovského potoka z portálu P1 do údolí potoka Kalná            | 2458                 | 3058            | klesá 0,40        |                          | [ 6 ] |
| 2     | ražená z portálu P2 od Štěpánovského potoka do údolí Blanice               | 5293                 | 9601            | klesá 0,25        | Komín K2                 | [ 6 ] |
| 3     | ražená z portálu P3 na pravém břehu Blanice k Štěpánovskému potoku         | 4308                 | 9601            | klesá 2,52        | Komín K3 Psáře           | [ 6 ] |
| 4     | ražená z portálu P4 na levém břehu Blanice k těžní štole Křeštice          | 3261                 | 7182            | stoupá 1,21       | Přechod přes Blanici     | [ 6 ] |
| 5     | ražená z úpadní štoly Křešice ve směru k údolí řeky Blanice                | 3922                 | 7182            | klesá 0,40        | Komín K5 Divišov         | [ 6 ] |
| 6     | ražená od úpadní štoly Křešice ve směru údolí Sázavy                       | 3983                 | 11141           | klesá 0,25        | Přechod přes řeku Sázavu | [ 6 ] |
| 7     | ražená z portálu P5 na levém břehu Sázavy ve směru k úpadní štole Křeštice | 7158                 | 11141           | klesá 5,00        | Komín Vranovská Lhota    | [ 6 ] |
| 8     | ražená z portálu P6 na pravém břehu Sázavy ve směru úpadní štoly Brtnice   | 4855                 | 7541            | stoupá 9,71       | Komín K10                | [ 6 ] |
| 9     | ražená z úpadní štoly Brtnice ve směru Sázava                              | 2546                 | 7541            | klesá 0,40        |                          | [ 6 ] |
| 10    | ražená z úpadní štoly Brtnice ve směru k jámě Čenětice                     | 2806                 | 5506            | klesá 0,40        |                          | [ 6 ] |
| 11    | ražená od jámy Čenětice ve směru k úpadní štole Brtnice                    | 2700                 | 5506            | klesá 0,40        |                          | [ 6 ] |
| 12    | ražená od jámy Čenětice ve směru k jámě Jesenice                           | 4260                 | 4494            | klesá 0,40        | Komín K12                | [ 6 ] |
| 13    | ražená od jámy Jesenice ve směru k jámě Čenětice                           | 234                  | 4494            | klesá 0,40        |                          | [ 6 ] |
| 14    | ražená od jámy Jesenice k uzávěrové komoře, konec štoly portál P7          | 1672                 | 1672            | klesá 0,40        | Uzávěrová komora         | [ 6 ] |

### Technická data
zdroj
- Počet ražených čeleb 14 (4 čelby z úpadnic, 6 čeleb z portálů, 4 čelby ze šachet) a 12 větracích a vstupních komínů.
- Ražený profil 9 až 12 m2
- Průtočný profil 2640 mm
- Celkem vyrubaná hornina 505 522 m3
- Počet zabudovaných ocelových oblouků TH 12 812 kusů
- Plocha obezdívek: 410 000 m2, se zabudovaným betonem 25000 m3
- Spotřeba trhavin: 1 176 000 kg Perunitu
- Průměrný postup ražby na čelbě: 200 bm/měs., dosažené maximum 330 bm/měs.
- Průměrný postup betonáže obezdívky na čelbě: 400 bm/měs., dosažené maximum 660 bm/měs.

## Objekty na tunelu Želivka
Na tunelu Želivka byly vystavěny objekty, které v průběhu ražby sloužily jako těžní jámy nebo komíny pro zabezpečení větrání. Po ukončení ražby tyto objekty slouží jako revizní stanice, odvzdušňovací komíny, odkalovací stanice atd.
Do přivaděče je voda přiváděná z regulačního vodojemu. Regulační vodojem je betonová nádrž, která má objem 5000 m3 a do ní je přiváděna voda z úpravny. V závislosti na vodní hladině v regulačním vodojemu jsou řízeny kuželové uzávěry ve vodárně Jesenice.
- V km 0,57756 až km 0,68605 je přechod přes potok Kalná u Rýzmburka. Ocelové potrubí o průměru 2600 mm a tloušťce 10 mm je zabetonováno, v nivě uloženo na betonové prahy, pokryto betonem o tloušťce 210 mm a obsypáno zeminou. Na levém břehu u portálu P8 je umístěna betonová šachtice se vstupní odbočkou průměru 600 mm.

- V km 5,64171 je komín K2 Dalkovice, který má odvzdušňovací funkci. Odvzdušňovací potrubí má průměr 400 mm a vyúsťuje jeden metr nad okolní terén v uzavřeném objektu.
- V km 10,59589 je komín K3 Psáře, který je vystrojen jako vyrovnávací komora o průměru 1600 mm. Komín je hluboký 74,5 m.
- V km 12,68646 až km 13,15090 je proveden přechod přes řeku Blanici (délka 464,44 m) tzv. shybka. Na pravém břehu je vybudována uzávěrová komora[p. 1] s obtokovým, odkalovacím, odběrným potrubím, dvěma klapkami o průměru 1600 mm a manipulačním jeřábem. Do komory je přivedeno ocelové potrubí (průměr 2600 mm tloušťka 10 mm), které je v délce 70,4 m zabetonováno do štoly P3. Za komorou je potrubí vedeno svislou šachtou 50 m hlubokou a v délce 254 m prochází pod řečištěm Blanice do výstupní svislé šachty na povrch a vstupuje do portálu štoly P4. Ocelové potrubí je vedeno v délce 108 m a navazuje na ražený profil štoly. Na pravobřežní straně ve vzdálenosti 70 m je vyhloubena čerpací šachta, která zabezpečuje odčerpání vody ze shybky před revizními pracemi.
- V km 16,86021 je odvzdušňovací komín K5 Divišov hluboký 150 m s ocelovým potrubím o průměru 400 mm, které vyúsťuje v uzavřeném objektu jeden metr nad terén.
- V km 20,21871 byla hloubena úpadní jáma Křešice, která sloužila k provedení vlastní ražby štol. Po ukončení ražeb slouží jako vyrovnávací komora a pro revizní práce. Pomocí mobilního vrátku je možné spouštět strojní zařízení úpadnicí.
- V km 27,37194 je komín K8 Vranovská Lhota. V průběhu ražby sloužil k odvětrávání štoly. Po ukončení ražeb slouží jako vyrovnávací komora. Vybavení je obdobné jako v komíně K3 Psáře.
- V km 31,34547 až km 31,88842 je proveden přechod přes řeku Sázavu. Za portálem P5 na levém břehu řeky do vzdálenosti 65,90 m je ve štole zabetonováno potrubí o průměru 2600 mm a tloušťce 10 mm. Z portálu pokračuje do uzávěrové komory (vybavení jako v uzávěrové komoře na řece Blanici) a do šachtice hluboké 73,94 m, odkud je vedeno pod řečištěm Sázavy (délka 233,5 m na druhý břeh do výstupní šachtice o hloubce 55 m. Ze šachtice pokračuje ocelové potrubí do portálu P6 ještě 119 m. Pro revizní práce je nutno shybku odčerpat, řešení je stejné jako u shybky na řece Blanici.
- V km 39,38724 je úpadní jáma Brtnice, která sloužila k provedení vlastní ražby štol. Po ukončení ražeb slouží jako vyrovnávací komora a pro revizní práce. Pomocí mobilního vrátku je možné spouštět strojní zařízení úpadnicí.
- V km 44,93905 je vyražena jáma Čenětice o hloubce 95,5 m a průměru 2800 mm, která sloužila k provedení vlastní ražby štol. Po ukončení ražby slouží jako odvzdušňovací komín, který je vystrojen potrubím o průměru 400 mm a vyúsťuje v uzavřeném objektu.

- Šachta Jesenice sloužila k provedení vlastní ražby štol. Po ukončení ražby byla vybavena 400milimetrovým odvzdušňovacím potrubím.
- V km 51,07475 je umístěn portál P7 s uzávěrovou komorou, která má mimo jiné 10tunový manipulační jeřáb. Potrubí o průměru 2600 mm je zabetonováno ve štole v délce 25 m. V komoře se rozděluje na dvě větve o průměru 1600 mm. Odkalovací potrubí (průměr 400 mm) je vedeno do čerpací šachtice a odtud je kalná voda vedena do vodoteče u Vestce. Potrubí z uzávěrové komory (606,39 m dlouhé) je napojeno na manipulační komoru hlavního vodojemu ve Vestci. Potrubí je vedeno až v pětimetrové hloubce pod povrchem.

Hlavní vodojem, ve kterém končí Želivský tunel, má kapacitu 200 000 m3 vody. Má čtyři betonové nádrže o kapacitě 50 000 m3 a rozměrech 140 x 47,45 m, hloubka vody je 7,5 m. Doprava vody z úpravny do vodojemu trvá asi 15 hodin a stejnou dobu se zdrží ve vodojemu.

### Organizace, které zajišťovaly výstavbu
zdroj 
- Československý uranový průmysl, n.p., Podzemní inženýrské stavby – generální dodavatel štolového přivaděče[12]
- Metrostav, n.p., Praha – generální dodavatel přehradní a vodárenské části
- Sigma, n.p., Hranice – generální dodavatel technologického zařízení vodárenské části
- Hydroprojekt, Praha – generální projektant
- Ministerstvo lesního a vodního hospodářství – ústřední investor
- Vodohospodářský rozvoj a výstavba, inženýrský podnik, Praha – přímý investor